# Жоффрио, Август Иванович
Август Иванович Жоффрио (1835—1895) — русский архитектор. Автор ряда зданий в Санкт-Петербурге.

## Биография
Французский подданный. Вольноприходящий ученик Академии Художеств. В 1857 году получил малую серебряную медаль. В 1859 году удостоен звания неклассного художника; в 1869 году – звания классного художника 3-й степени.
Служил в ТСК МВД (с 1870). Работал в Житомире (с 1887). Действительный член Петербургского общества архитекторов (с 1870).
Проживал в Петербурге по адресу: Кирочная улица, 48 (1870-е).

## Проекты и постройки
- Проект Сенного рынка на Сенной площади (1864, не реализован)[5];
- Собственный доходный дом. Кирочная улица, 48 — Потемкинская улица, 13 (1871)[2];
- Особняк В. Н. Спасского (перестройка). Улица Чайковского, 6 (1871—1872; завершено К. К Штельбом)[2];
- Доходный дом (перестройка). 4-я линия, 47 (1874; перестроен)[2];
- Доходный дом (перестройка). 6-я Красноармейская улица, 16 (1875)[2];
- Доходный дом (перестройка). Гангутская улица, 4 (1876)[2];
- Особняк Д. Ф. Воробьева. Набережная Обводного канала, 141, правая часть (1876—1877)[2];
- Доходный дом. 5-я Советская улица, 23 (1878)[2];
- Доходный дом. Набережная Обводного канала, 141, левая часть — улица Егорова, 34 (1880-е)[2];
- Доходный дом (перестройка). Большой пр. В. О., 3 — улица Репина, 16 (1878, 1883; перестроен)[6][2];
- Жилой дом (надстройка). Большой Сампсониевский проспект, 18 (1882)[7];
- Жилой дом (надстройка). Кирпичный переулок, 4 (1883)[8];
- Доходный дом (включён существовавший дом). 3-я линия, 22 (1884)[2].